# Femto
Femto (symbool: f) is het SI-voorvoegsel dat gebruikt wordt om een factor 10−15 aan te duiden.
Het wordt gebruikt sinds 1964; de naam is afgeleid van het Deense femten voor vijftien.